# Symboltabelle
In der Informatik ist eine Symboltabelle eine von Übersetzerprogrammen wie Compiler oder Interpreter verwendete Datenstruktur, die jedem Symbol im Quellcode Angaben wie die Stelle des Auftretens, den Datentyp oder einen Zeiger auf eine Struktur im Speicher zuordnet. Der Begriff Symbol wird in diesem Zusammenhang im Sinne von Bezeichner verwendet.
Meist wird eine Symboltabelle durch eine Hashtabelle implementiert. Sie kann entweder nur temporär während der Übersetzung aufgebaut werden oder auch länger vorgehalten werden, um eine spätere Fehlersuche etwa mit einem Debugger zu erleichtern.
In Programmiersprachen wie Lisp und Forth spielt die Symboltabelle eine darüber hinausgehende Rolle, weil sie auch die zentrale Datenstruktur des Laufzeitsystems darstellt.